# Eriocaulon lustratum
Eriocaulon lustratum är en gräsväxtart som beskrevs av Pieter van Royen. Eriocaulon lustratum ingår i släktet Eriocaulon och familjen Eriocaulaceae.
Artens utbredningsområde är Papua Nya Guinea. Inga underarter finns listade i Catalogue of Life.